# قرار مجلس الأمن التابع للأمم المتحدة رقم 1518
قرار مجلس الأمن التابع للأمم المتحدة رقم 1518، الذي تم تبنيه بالإجماع في 24 نوفمبر 2003، بعد إعادة التأكيد على القرارات السابقة بشأن العراق، ولا سيما القرار 1483 (2003)، أنشأ المجلس لجنة للتحقيق في الأصول المالية التي نقلها أشخاص مرتبطون بصدام حسين من البلاد.
وأشار مجلس الأمن إلى قرار حل اللجنة المنشأة بموجب القرار 661 (1990) وقرار جميع الدول بتنفيذ الالتزامات بموجب القرار 1483. وخلص إلى أن الحالة في العراق، على الرغم من تحسنها، ما زالت تشكل تهديدا للسلم والأمن الدوليين.
وبموجب الفصل السابع من ميثاق الأمم المتحدة، شكل المجلس لجنة من مجلس الأمن لتحديث القوائم من اللجنة السابقة بشأن الأفراد أو الكيانات المرتبطة بصدام حسين بأثر فوري. وبعد ذلك ستحول الأصول العراقية الموجودة في الخارج إلى حساب تنشئه سلطة الائتلاف المؤقتة. أخيرًا، سيتم مراجعة تفويض اللجنة الجديدة، وربما توسيعها لتشمل مراقبة الامتثال لحظر الأسلحة المفروض على العراق، بخلاف الأسلحة والذخيرة المخصصة للاستخدام من قبل سلطة الائتلاف المؤقتة.
وكان ممثلو فرنسا وألمانيا والمكسيك وروسيا قد طلبوا من اللجنة مراقبة حظر الأسلحة على العراق، رغم أن ذلك لم يرد في المسودة النهائية للقرار. وفي غيابه، طلب الممثل الفرنسي أن يتولى مجلس الأمن مهمة الرصد.

## روابط خارجية
- نص القرار في undocs.org